# 張麟化
張麟化（1626年11月22日—？），字潛初，號拙菴，山西平陽府翼城縣人，清朝政治人物。
順治十一年（1654年）甲午科山西鄉試第七十一名舉人，十五年（1658年）中式戊戌科會試第三百名，二甲第六十五名進士。吏部觀政，授四川重慶府推官，改陝西紫陽縣知縣。